# Le Lion-d'Angers
Le Lion-d'Angers és un municipi francès situat al departament de Maine i Loira i a la regió de País del Loira. L'any 2007 tenia 3.675 habitants.

## Demografia

### Població
El 2007 la població de fet de Le Lion-d'Angers era de 3.675 persones. Hi havia 1.487 famílies de les quals 436 eren unipersonals (210 homes vivint sols i 226 dones vivint soles), 493 parelles sense fills, 453 parelles amb fills i 105 famílies monoparentals amb fills.
La població ha evolucionat segons el següent gràfic:
Habitants censats

### Habitatges
El 2007 hi havia 1.654 habitatges, 1.509 eren l'habitatge principal de la família, 23 eren segones residències i 121 estaven desocupats. 1.368 eren cases i 282 eren apartaments. Dels 1.509 habitatges principals, 837 estaven ocupats pels seus propietaris, 646 estaven llogats i ocupats pels llogaters i 27 estaven cedits a títol gratuït; 20 tenien una cambra, 118 en tenien dues, 245 en tenien tres, 393 en tenien quatre i 732 en tenien cinc o més. 1.013 habitatges disposaven pel capbaix d'una plaça de pàrquing. A 686 habitatges hi havia un automòbil i a 628 n'hi havia dos o més.

### Piràmide de població
La piràmide de població per edats i sexe el 2009 era:
| Homes | Edats   | Dones |
| ----- | ------- | ----- |
| 0     | 95 o +  | 8     |
| 0     | 90 a 94 | 20    |
| 16    | 85 a 89 | 48    |
| 24    | 80 a 84 | 32    |
| 68    | 75 a 79 | 116   |
| 64    | 70 a 74 | 104   |
| 56    | 65 a 69 | 80    |
| 60    | 60 a 64 | 76    |
| 52    | 55 a 59 | 60    |
| 84    | 50 a 54 | 68    |
| 148   | 45 a 49 | 136   |
| 112   | 40 a 44 | 132   |
| 92    | 35 a 39 | 84    |
| 112   | 30 a 34 | 100   |
| 101   | 25 a 29 | 132   |
| 112   | 20 a 24 | 76    |
| 148   | 15 a 19 | 136   |
| 148   | 10 a 14 | 112   |
| 164   | 5 a 9   | 96    |
| 92    | 0 a 4   | 84    |

## Economia
El 2007 la població en edat de treballar era de 2.248 persones, 1.735 eren actives i 513 eren inactives. De les 1.735 persones actives 1.571 estaven ocupades (861 homes i 710 dones) i 165 estaven aturades (65 homes i 100 dones). De les 513 persones inactives 214 estaven jubilades, 173 estaven estudiant i 126 estaven classificades com a «altres inactius».

### Ingressos
El 2009 a Le Lion-d'Angers hi havia 1.478 unitats fiscals que integraven 3.683,5 persones, la mediana anual d'ingressos fiscals per persona era de 16.631 €.

### Activitats econòmiques
Dels 180 establiments que hi havia el 2007, 2 eren d'empreses extractives, 3 d'empreses alimentàries, 9 d'empreses de fabricació d'altres productes industrials, 21 d'empreses de construcció, 34 d'empreses de comerç i reparació d'automòbils, 3 d'empreses de transport, 12 d'empreses d'hostatgeria i restauració, 2 d'empreses d'informació i comunicació, 10 d'empreses financeres, 10 d'empreses immobiliàries, 23 d'empreses de serveis, 32 d'entitats de l'administració pública i 19 d'empreses classificades com a «altres activitats de serveis».
Dels 56 establiments de servei als particulars que hi havia el 2009, 1 era una oficina d'administració d'Hisenda pública, 1 gendarmeria, 1 oficina de correu, 7 oficines bancàries, 4 funeràries, 1 taller de reparació d'automòbils i de material agrícola, 1 taller d'inspecció tècnica de vehicles, 2 autoescoles, 5 paletes, 3 guixaires pintors, 4 fusteries, 5 lampisteries, 4 perruqueries, 2 veterinaris, 7 restaurants, 4 agències immobiliàries, 2 tintoreries i 2 salons de bellesa.
Dels 10 establiments comercials que hi havia el 2009, 1 era un supermercat, 1 una botiga de menys de 120 m², 2 fleques, 2 carnisseries, 1 una llibreria, 2 botigues d'electrodomèstics i 1 una floristeria.
L'any 2000 a Le Lion-d'Angers hi havia 80 explotacions agrícoles que ocupaven un total de 3.009 hectàrees.

## Equipaments sanitaris i escolars
El 2009 hi havia 2 farmàcies i 2 ambulàncies.
El 2009 hi havia 1 escola maternal i 2 escoles elementals. Le Lion-d'Angers disposava de 2 col·legis d'educació secundària amb 683 alumnes.

## Poblacions més properes
El següent diagrama mostra les poblacions més properes.